# Rạp chiếu phim Taedongmoon
Rạp chiếu phim Đại Đồng Môn (tiếng tiếng Hàn: 대동문영화관) là một rạp chiếu phim nằm ở đường Sungri, Chung-guyok, Bình Nhưỡng, Bắc Triều Tiên. Rạp chiếu phim này nằm gần sông Đại Đồng.
Rạp chiếu phim Đại Đồng Môn được xây dựng vào năm 1955. Phong cách kiến trúc của nó là theo phong cách hoài cổ; cột giả Hy Lạp cổ đại xếp hàng trên mặt tiền của nó. Ban đầu nó chỉ có một mặt duy nhất, nhưng kể từ khi cải tạo nội thất vào năm 2008, nó đã có hai mặt.
Đây được coi là rạp chiếu phim quan trọng nhất của thủ đô Bình Nhưỡng và là rạp chiếu phim hàng đầu cho các buổi chiếu phim trong nước. Đôi khi, khi các bộ phim nước ngoài được chiếu, buổi chiếu chỉ dành cho khán giả được mời mà công chúng không có quyền được đón xem. Nó cũng được sử dụng để chiếu Liên hoan phim Quốc tế Bình Nhưỡng.

### Công trình được trích dẫn
- Schönherr, Johannes (2012). North Korean Cinema: A History. Jefferson: McFarland. ISBN 978-0-7864-6526-2.